# Meritan Shabani
Meritan Shabani (München, 1999. március 15. –) német korosztályos válogatott labdarúgó, a svájci Grasshoppers középpályása.

## Pályafutása

### Klubcsapatokban
Shabani a németországi München városában született. Az ifjúsági pályafutását a Phönix Schleißheim csapatában kezdte, majd a Bayern München akadémiájánál folytatta.
2018-ban mutatkozott be a Bayern München első osztályban szereplő felnőtt keretében. 2019-ben az angol Wolverhampton Wanderershez igazolt. A 2020–21-es szezon második felében a holland VVV-Venlo csapatát erősítette kölcsönben. 2022. július 9-én kétéves szerződést kötött a svájci első osztályban érdekelt Grasshoppers együttesével. Először a 2022. július 24-ei, Lugano ellen 2–1-re megnyert mérkőzés 90. percében, Kavabe Hajaó cseréjeként lépett pályára. Első gólját 2023. március 18-án, a Sion ellen idegenben 2–1-es győzelemmel zárult találkozón szerezte meg.

### A válogatottban
Shabani 2018-ban két mérkőzés erejéig tagja volt a német U20-as válogatottnak.

## Statisztikák
2023. május 29. szerint
| Klub                    | Szezon   | Osztály            | Bajnokság | Bajnokság | Kupa és Ligakupa | Kupa és Ligakupa | Nemzetközi | Nemzetközi | Összesen | Összesen |
| Klub                    | Szezon   | Osztály            | Meccs     | Gól       | Meccs            | Gól              | Meccs      | Gól        | Meccs    | Gól      |
| ----------------------- | -------- | ------------------ | --------- | --------- | ---------------- | ---------------- | ---------- | ---------- | -------- | -------- |
| Bayern München          | 2017–18  | Bundesliga         | 1         | 0         | 0                | 0                | 0          | 0          | 1        | 0        |
| Bayern München          | 2018–19  | Bundesliga         | 1         | 0         | 1                | 0                | 0          | 0          | 2        | 0        |
| Bayern München          | Összesen | Összesen           | 2         | 0         | 1                | 0                | 0          | 0          | 3        | 0        |
| Wolverhampton Wanderers | 2019–20  | Premier League     | 0         | 0         | 1                | 0                | —          | —          | 1        | 0        |
| VVV-Venlo (kölcsönben)  | 2020–21  | Eredivisie         | 5         | 0         | 2                | 1                | —          | —          | 7        | 1        |
| Grasshoppers            | 2022–23  | Swiss Super League | 26        | 3         | 2                | 0                | —          | —          | 28       | 3        |
| Összesen                | Összesen | Összesen           | 33        | 3         | 6                | 1                | 0          | 0          | 39       | 4        |

## Sikerei, díjai
Bayern München
- Bundesliga
  - Bajnok (2): 2017–18, 2018–19

- Német Kupa
  - Győztes (1): 2018–19
  - Döntős (1): 2017–18

- Német Szuperkupa
  - Győztes (1): 2018–19